# Luciano Alberti
Luciano Alberti (1932) es un deportista italiano que compitió en bobsleigh en la modalidad doble. Ganó dos medallas en el Campeonato Mundial de Bobsleigh, plata en 1959 y bronce en 1960.

## Palmarés internacional
| Campeonato Mundial | Campeonato Mundial         | Campeonato Mundial | Campeonato Mundial |
| Año                | Lugar                      | Medalla            | Prueba             |
| ------------------ | -------------------------- | ------------------ | ------------------ |
| 1959               | Sankt Moritz (Suiza)       | Medalla de plata   | Doble              |
| 1960               | Cortina d'Ampezzo (Italia) | Medalla de bronce  | Doble              |